# Naturschutzgebiet Halbinsel Fahrenbrink
Koordinaten: 54° 10′ 28″ N, 13° 20′ 24″ O

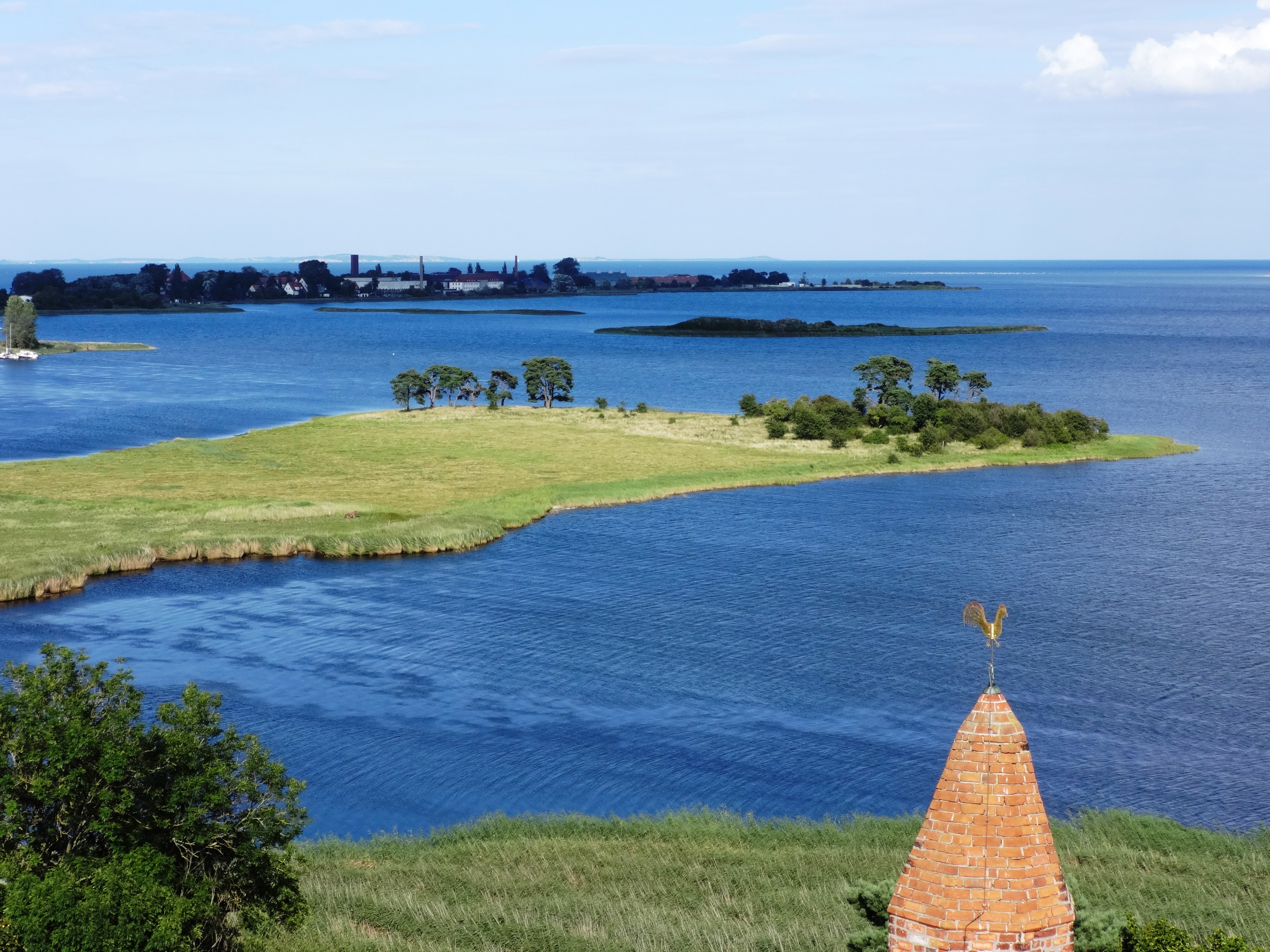
Blick vom Gristower Kirchturm zur Halbinsel Fahrenbrink

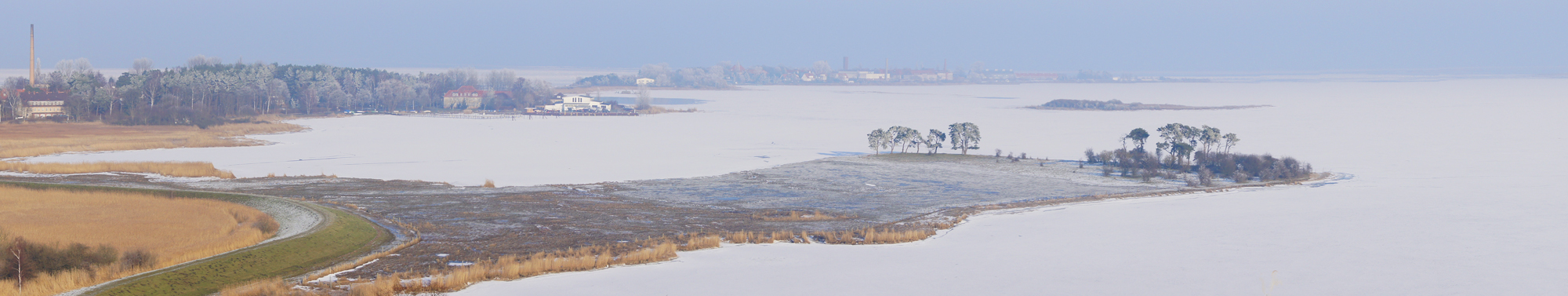
Fahrenbrink im Winter 2011

Das Naturschutzgebiet Halbinsel Fahrenbrink ist ein Naturschutzgebiet in Mecklenburg-Vorpommern. Es umfasst 30 Hektar und befindet sich zwischen Riemserort und Gristow. Die Halbinsel ragt in die Gristower Wiek hinein, einer Ausbuchtung des Strelasundes. Mit der Schutzgebietsausweisung zum 5. November 1990 und einer Erweiterung im Jahr 1994 sollen eine Weidelandschaft mit Salzgrasland sowie die umgebenden Ufer- und Flachwasserbereiche geschützt werden. Das Schutzgebiet wird durch einen im Westen liegenden Deich geteilt.
Der Gebietszustand wird als gut angesehen. Vögel können relativ ungestört auf den Wasserflächen rasten. Entwässerung und Eindeichung beeinträchtigen die westlichen Wiesenbereiche, da so die Zufuhr von salzhaltigem Brackwasser gestört ist und sich nährstoffliebende Pflanzen ausbreiten. Das Gebiet darf nicht betreten werden. Der erhöht liegende Parkplatz am Ortseingang Riemserort bietet einen guten Aussichtspunkt.

## Geschichte
Die Halbinsel Fahrenbrink entstand als kleine Grundmoräneninsel während der letzten Eiszeit. Die heutige Verbindung zum Festland wurde durch ein Küstenüberflutungsmoor geschaffen, welches eine zwei Meter starke Mächtigkeit mit Niedermoortorfen erreicht.
Menschliche Nutzung ist auf den Schwedischen Matrikelkarten aus den Jahren 1692–98 belegt. Sie zeigen die Flächen bereits als Weiden und Wiesen. Die höher gelegenen Kuppen unterlagen in geringem Umfang der Ackernutzung, welche heute mit Kiefern bestanden sind. Seit den 1970er Jahren erfolgt die Beweidung außendeichs liegender Flächen mit Pferden während die Innendeichflächen aufgelassen wurden.

## Pflanzen- und Tierwelt
Salzwiesen finden sich auf den ungedeichten Flächen im zentralen Bereich des Naturschutzgebietes. Typische Vertreter sind Salz-Binse, Strand-Aster, Strand-Segge, Strand-Dreizack, Strand-Wegerich und Strand-Sode. Der höher gelegene Teil der Halbinsel ist mit Kiefern bestockt, in deren Unterwuchs neben Weißdorn und Hundsrose auch Borstgras und Wiesen-Alant wachsen. Der nördlich anschließende Uferbereich wird von Simsen-Boddenröhrichten eingenommen mit Schilf, Strandsimse, Sumpf-Gänsedistel und Gemeinem Wasserdost.
Im Westteil schließen sich Schilf-Röhrichte an.
Das Gebiet ist aufgrund seiner von Wind und Wellenschlag geschützten Lage ein guter Rastplatz für zahlreiche Wasservögel. Im Herbst- und Winter finden sich mehrere Tausend Berg- und Reiherenten ein, dazu Höcker- und Singschwan und weitere Entenarten wie Stock-, Schell- und Tafelente. Der Austernfischer kommt auf den Salzwiesen vor. Es wurden 281 Nachtfalterarten nachgewiesen.